# Xyris subtilis
Xyris subtilis är en gräsväxtart som beskrevs av John Michael Lock. Xyris subtilis ingår i släktet Xyris och familjen Xyridaceae. Inga underarter finns listade i Catalogue of Life.